# Axonopus uninodis
Axonopus uninodis là một loài thực vật có hoa trong họ Hòa thảo. Loài này được (Hack.) G.A.Black mô tả khoa học đầu tiên năm 1963.